# 行動電源
行動電源（英語：Power bank，Mobile power pack）是一種可隨身携帶、自身能儲備電能、主要為手持式移動裝置等消費電子產品（例如行動電話、手提電腦）充電的便携充電器，特別應用在沒有外部電源供應的場合。其主要組成部份包括：用作電能儲存的電池、穩定輸出電壓的電路（直流-直流轉換器）及充電器電路用作為內建電池充電，有極少數行動電源沒有充電電路，但現已近乎絕跡。
行動電源的出現源於智能手機的出現，功能較其之前的同類產品強大得多，使用者頻密使用令耗電量急增，特別是iPhone首創配上不可由使用者更換的內建電池設計，電池耗盡時不可即時更換另一充滿的電池，電池耗盡後要繼續使用隨身攜帶著的iPhone，使用行動電源是至今唯一的方法。及後也常用作為其他手持式移動裝置在沒有外部電源供應的場合充電，但由於其輸出接口為通用性極高的USB接口，使其也被應用作為其他以USB接口作電源輸入端的設備或裝置供電，例如USB LED燈、USB電風扇等。
在中国大陆，很多酒店都有供住客移动出行时应急使用，可跨省份归还，每次为手机充电前五分钟免费。

## 工作原理与组成

### 原理
行動電源的原理简单，在能找到外部電源供應的場合預先為內建的電池充電，即輸入電能，並以化學能形式預先儲存起來，當需要時，即由電池提供能量及產生電能，以電壓轉換器（直流-直流轉換器）達至所需電壓，由输出端子（一般是USB接口）输出供给所需設備提供電源作充電或其他用途。

### 基本组成
行動電源有三個基本功能，包括能量儲存、充電及供電。隨不同設計、用途及操作便利的需要而加有其他功能，例如安全保護、電池狀態檢測及顯示等。

#### 儲能（電池）
為了在沒有外部電源的情況下為其他設備供電，行動電源需要有電池作能量儲存。大部份的行動電源使用的電池為鋰離子電池（Li-ion）或鋰離子聚合物電池（Li-PO），有少部份的行動電源使用鎳氫電池（Ni-MH），早期也有些行動電源使用一次電池。
使用鎳氫或一次電池的行動電源均容許使用者自行更換電池，也有少部份使用鋰離子電池的行動電源容許使用者自行更換電池，這類行動電源所使用的電池多為常見及容量較大的18650鋰離子電池。讓用家可自行更換電池的好處是：
- 當電池電量用盡時，使用者可即時換上預先充滿的電池就可以繼續使用，無需等待電池充電
- 當電量需求不高時，使用者可視情況減少電芯數目，以減輕重量（只能使用一枚電芯的不在此述）
- 當電池老化、使用壽命將盡時，使用者可自行換上新的電芯，以降低成本

但由於必須使用標準尺寸的電池，可更換電池的行動電源的外觀設計有相當限制，例如不可造得較薄。
鋰離子電池（Li-ion）或鋰離子聚合物電池（Li-PO）是當中不論是以重量計或以體積計，能量密度都是最高的，也即最輕及最細。此外，鋰離子/離子聚合物電池在充電及放電過程中的效率也較高（浪費掉的能量/電較少）。但價格也是這些電池中最高，而且因為過充或過放也很容易使電池永久損壞，所以需要有較精密的電子線路控制充放電。由於鋰離子/離子聚合物電池會在高溫下會自燃，安全及穩定性成了極重要的要求，需要有可靠的安全保護電路防止任何導致超溫的情況出現。
鋰離子聚合物電池則沒有硬的外殼，所以重量上鋰離子聚合物電池會略微輕些，而且由於沒有硬殼，便於製成特定尺寸以配合外觀，但鋰離子聚合物電池在充滿電後體積會略為膨脹變大，需要在設計時預留空間，免得電池內壓力過大而做成危險。
鎳氫電池效率較低，而且也較重，但新的低自放電（低漏電）鎳氫電池的自放電比鋰離子電池還低，而且在寒冷環境的性能也比鋰離子或鋰離子聚合物電池佳。

#### 充電及供電
而放電時，由於絕大部份的手持式移動裝置等消費電子產品都接受USB接口標準的電源供電，所以行動電源的輸出端大多跟從USB接口的機械及電器特性要求，結果輸出電壓基本都上是5V，有些行動電源設計成為手提電腦充電，手提電腦有要求非5V電源，所以有少數行動電源輸出電壓並非5V。由於高通快充的普及，市面上也出現支援快充的行動電源。
由於電池電壓與輸出電壓有差距，所以必須使用直流電壓轉換電路將電壓轉換致所需電壓，要求由於考慮電池的耐用性（續航力），對直流電壓轉換電路的效率有一定要求。
現在的電池充電集成電路多含有多樣功能，包括電池過高溫及過低溫的檢測作出溫度保護的功能（包括過高及過低），並基於電池溫度控制及調整充電過程；調整充電速率所需的電壓轉換，這轉換理論上可以線性電路方式對電池充電，但這樣會浪費能量，所以行動電源可算是全都採用開關式電源方式作充電時的電壓轉換，有些集成電路甚至兼備充電及放電所需的電壓轉換功能，充電器也負責。充電器也負責在電池充滿時停止充電。
由於手持式移動裝置等消費電子產品多使用USB micro B插座作充電接口，基於兼容性考慮，行動電源也多使用USB micro B插座作電壓輸入。

#### 其他功能組件

##### 顯示器
大部份的行動電源只有簡單的顯示功能作顯示最基本的資訊，這類產品多以一兩枚單色或多色的LED作顯示操作狀態，有些會用數枚LED顯示內部電池電量。有些行動電源能顯示較多和複雜的資訊，例如：
- 操作模式
- 內部電池資訊
  - 電源電壓
  - 剩餘電量， 餘下電量百分比（%）、安培小時（Ah）

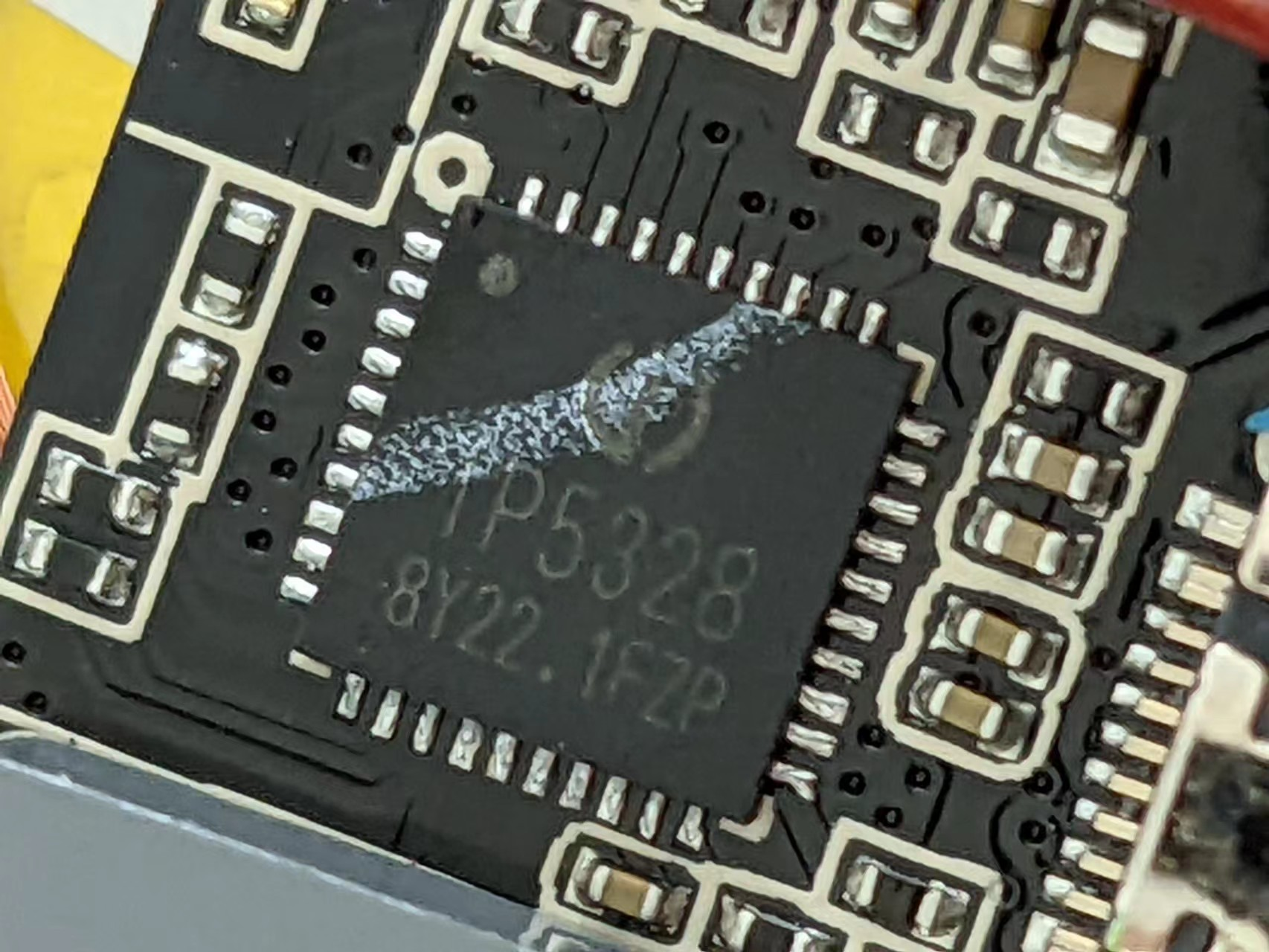
英集芯2017年发布的移动电源电源解决方案IP5328，集成了当时所有快充协议、数码管电量显示、电池保护等功能

- 輸出端資訊
  - 輸出電壓（V）
  - 輸出電流  (mA/A)
  - 已輸出電量 （mAh/Ah）

##### 快充
若支援快充，基本上微處理器或專用芯片是必需的。

##### 電池安全保護

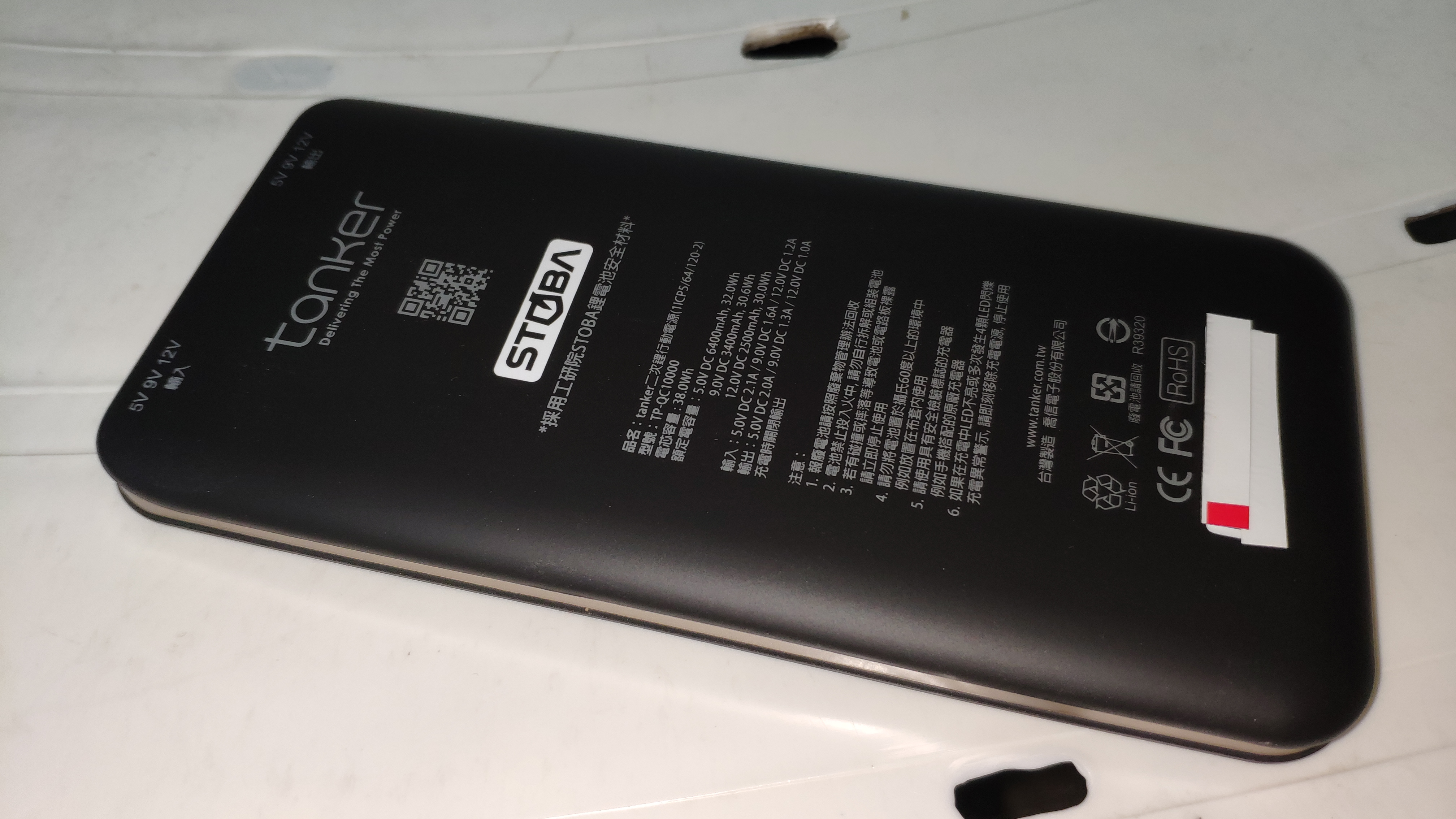
採用工業技術研究院STOBA防爆技術的行動電源

鋰離子電池或鋰離子聚合物電池容易因處易不當而永久損壞或起火，所以若使用鋰離子電池或鋰離子聚合物電池，那就必需有專用的保護電路以防止損壞或危險。所需要的保護必需包括：
- 過壓保護：不論充滿與否，若因充電導致壓過高而超過預設值時停止充電這個也常稱作過度充電保護，但技術上，即使未充滿也可有過壓發生。
- 過度放電保護[4]：當過度放電，電池電壓等于或低於設定值時停止放電。[4]
- 过流[4]／短路保护：在電流過大或發生短路時停止放電（关断输出）。[4]
- 過溫保護：在電池温度高于或低于设定值时降低充电速度或停止充放电（也可两者兼有）。

保護被触发後，通常在情況恢复正常後會自動解除，但過度放電保護需要手动按键或充电激活才能解除。
大部份鋰離子電池整合了大部份保護功能在單一模塊內，稱為保護電路模組（Protection Circuit Module，PCM），並靠近電池，這類保護電路模組提供的保護包括：過壓保護、過度放電保護、过流/短路保護，除此之外會有溫度感測用的傳感器，這傳感器多為NTC熱敏電阻，但保護電路模組不會有過溫保護功能，過溫保護功能是由充電電路或處理器配合保護電路模組上的溫度傳感器達成。

## 性能/規格

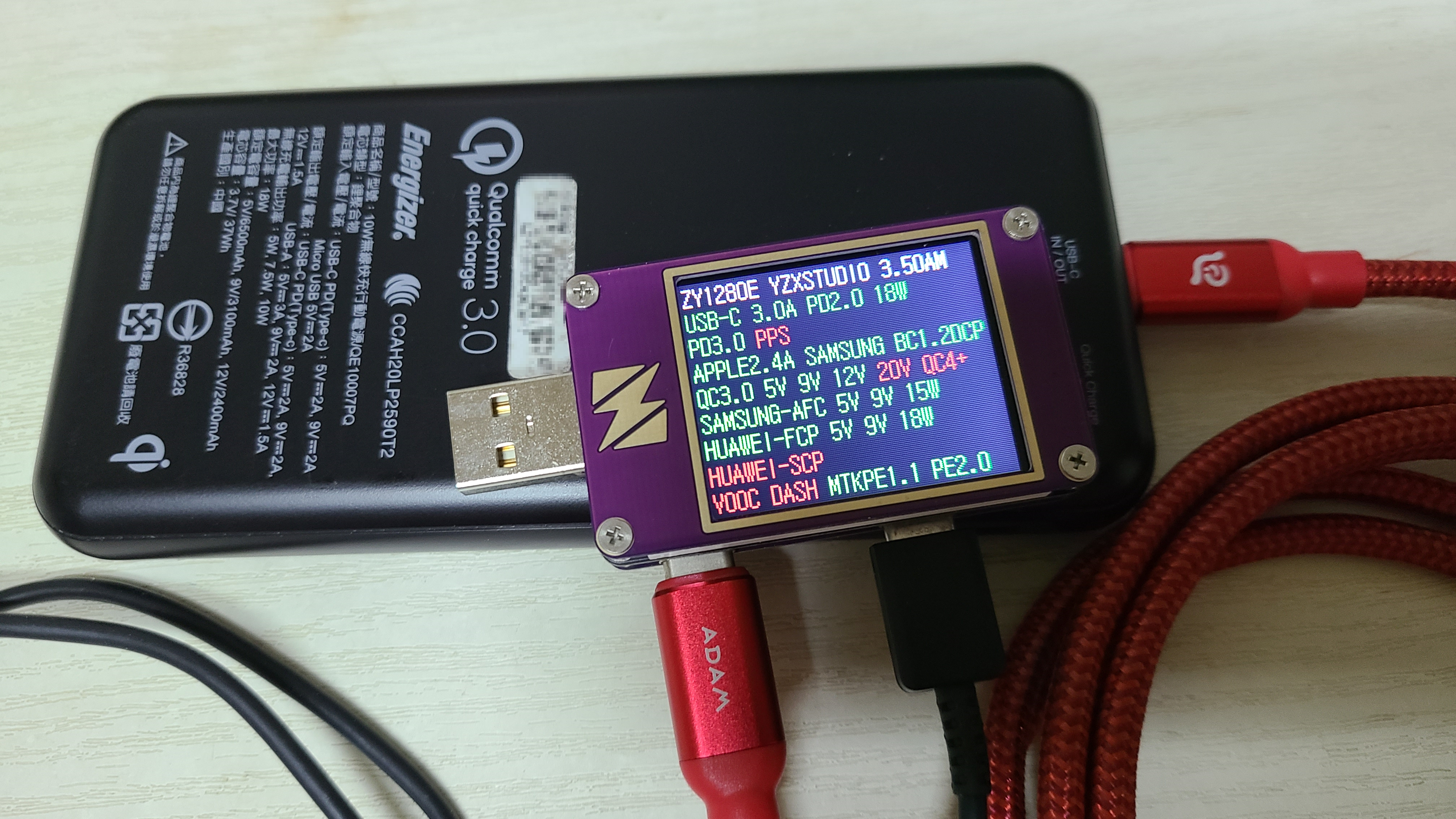
使用USB電表檢測行動電源可支援的充電協定

- 電池容量—以 mAh 或 Ah（安培小時）為單位，一般上，不可自行更換電池的行動電源多會標示其電池容量。
- 輸出規格—指插座数量、插座現格、輸出電压、輸出電流、及是否支援快充（例如高通快充、USB Power Delivery）等。輸出端插座通常使用 USB-A，但有部分使用 USB-C；而输入端则通常使用 Micro USB 和 USB-C，但也有部分使用 Mini USB 或是 Lightning。
- 能量轉換效率—電池在充電或放電時本身有能量損耗，而提升電壓的直流電壓轉換電路也有能量損耗，轉換效率會視乎工作環境（溫度、电压差、輸出電池...等）而改變，業界標準約為80%至90%，以現有科技，高於90%是不可能的[5]。

## 附帶功能
儲備電能並為其他電子裝置提供電源，這是所有行動電源都有的功能，但有些其他功能不是所有行動電源都有：
- 照明：部份行動電源加設有 LED 作照明用。
- 最大功率点追踪（MPPT）：當以太陽能作電源為行動電源充電時，充電電路的阻抗必須等同太陽能板的「特徵阻抗」才能在太陽能板取得最大的能量，達至此状态的功能就是最大功率点追踪，部份使用太陽能充電的行動電源設有此功能。
- 無線充電 ：有些行動電源能以無線充電作输入／輸出方式，可支援以無線充電方式为自身或为電子裝置充電。
- 充電及放電同時進行：同時為內部電池充電及為其他電子裝置供電，如此，當電池用盡後就不須等待電池充滿後才能為其他電子裝置充電。

## 旅行限制
由于航空器客舱属于增压环境，在航空器客舱内使用移动电源容易产生发热与自燃，因此在航空器客舱内不允许使用移动电源，亦禁止旅客将其放入托运行李中。国际民航组织在2017年10月修订了《危险物品安全航空运输技术细则》，规定移动电源不得在航空器上为电子设备充电或为移动电源充电。
在中国大陆，中国民用航空局在2014年8月7日印发通知，要求旅客携带的移动电源仅可随身携带，且额定能量不超过100Wh；额定能量在101Wh-160Wh之间的须经航空公司批准且仅可携带两个；额定能量超过160Wh或未标注额定能量的禁止携带。通知还规定移动电源禁止在机上使用。在铁路运输方面，自2022年7月1日起施行的《铁路旅客禁止、限制携带和托运物品目录》规定旅客可携带的移动电源单块额定能量不超过100Wh。大部分快递公司因安全因素无法寄递充电宝。
在美国，根据美国联邦航空管理局的规定，移动电源不得放入托运行李中。100Wh以下的移动电源可以作为随身行李携带，101Wh至160Wh的移动电源在获得航空公司批准后才可以携带。
2025年2月釜山航空391号班机事故发生后，人们对航班上使用移动电源的担忧开始出现，但各地民航主管部门或航空公司并未严格遵守国际民航组织的准则，因此调整对航机上携带和使用充电宝的政策。韩国国土交通部自3月1日起禁止在韩国籍航空公司执飞航班上使用移动电源，亦禁止将其放入頭頂行李架內。2025年3月，馬來西亞民航管理局发布指令，乘客应随身携带移动电源，禁止将其放在行李架上。同年2月，长荣航空宣布禁止在航班上使用移动电源。亚洲航空、中华航空、星宇航空、新加坡航空和泰国航空等航司随后也发布了类似的禁令。同年3月20日，香港航空也發生航班上移動電源起火事故，使香港民航处于3月24日发布通告，自4月7日起，搭乘香港籍航空公司执飞航班的旅客不得在航班上使用移动电源为电子设备充电，或为移动电源充电，亦不得将移动电源放置于行李架上。中国民航局于2025年6月26日发布通知，自6月28日起禁止旅客携带没有3C标识、3C标识不清晰、被召回型号或批次的充电宝乘坐境内航班，但部分机场（如乌鲁木齐天山国际机场、沈阳桃仙国际机场）已于26日提前执行该政策。除境内航班外，部分机场还将实行范围扩大至国际和地区航班。中国民航局的通知还要求设置不合规充电宝的自弃或暂存区域，但在实际操作中则存在一些差异，大部分机场对不合规充电宝设有暂存期限，超过暂存期限的充电宝将作自弃处理，也有机场不提供暂存服务。有的机场还对不合规充电宝提供邮寄服务。

## 图集

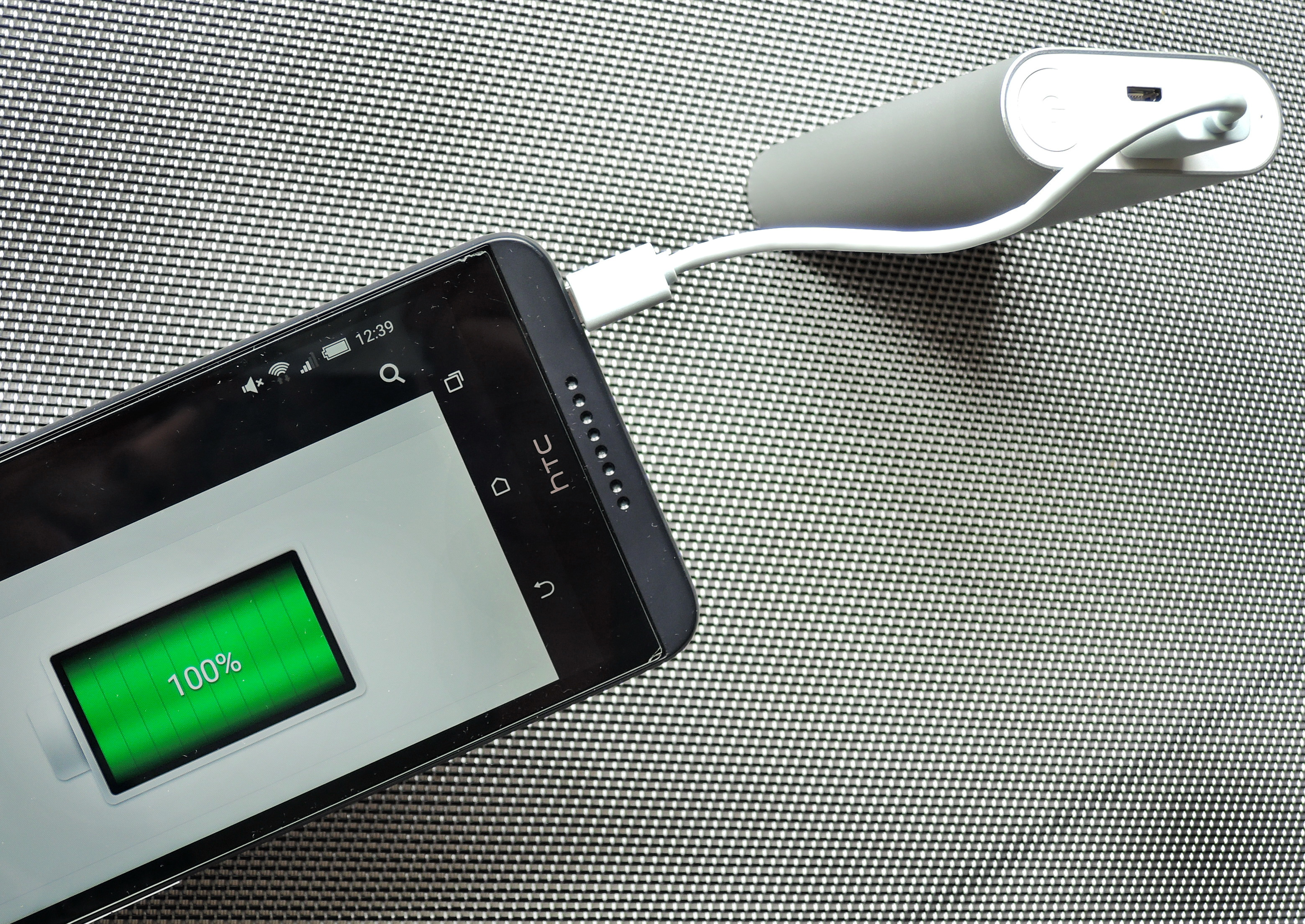
移动电源为 Android 手机充电（3.6V 升压 5V）
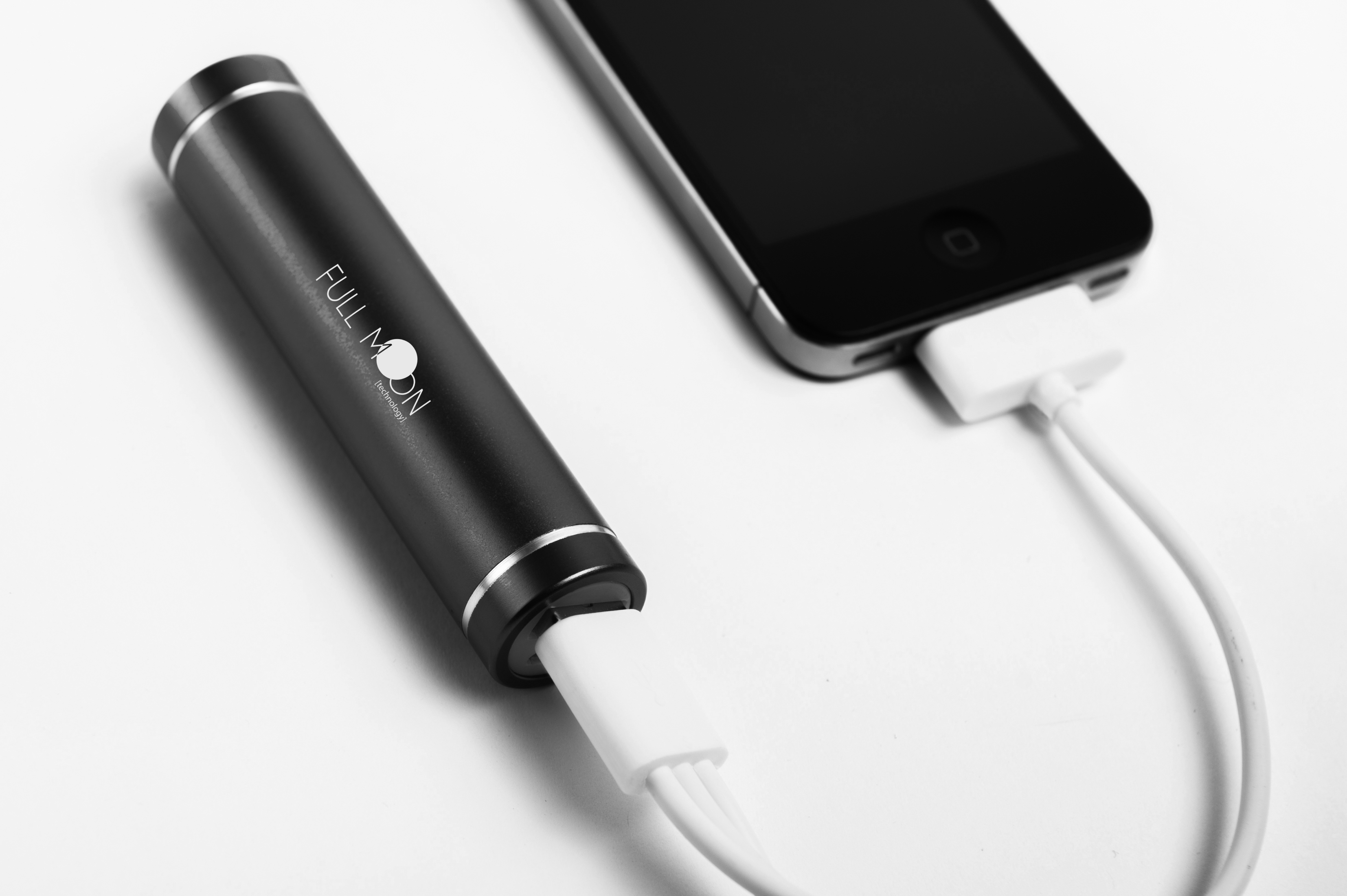
移动电源为 iPhone 充电（3.6V 升压 5V）
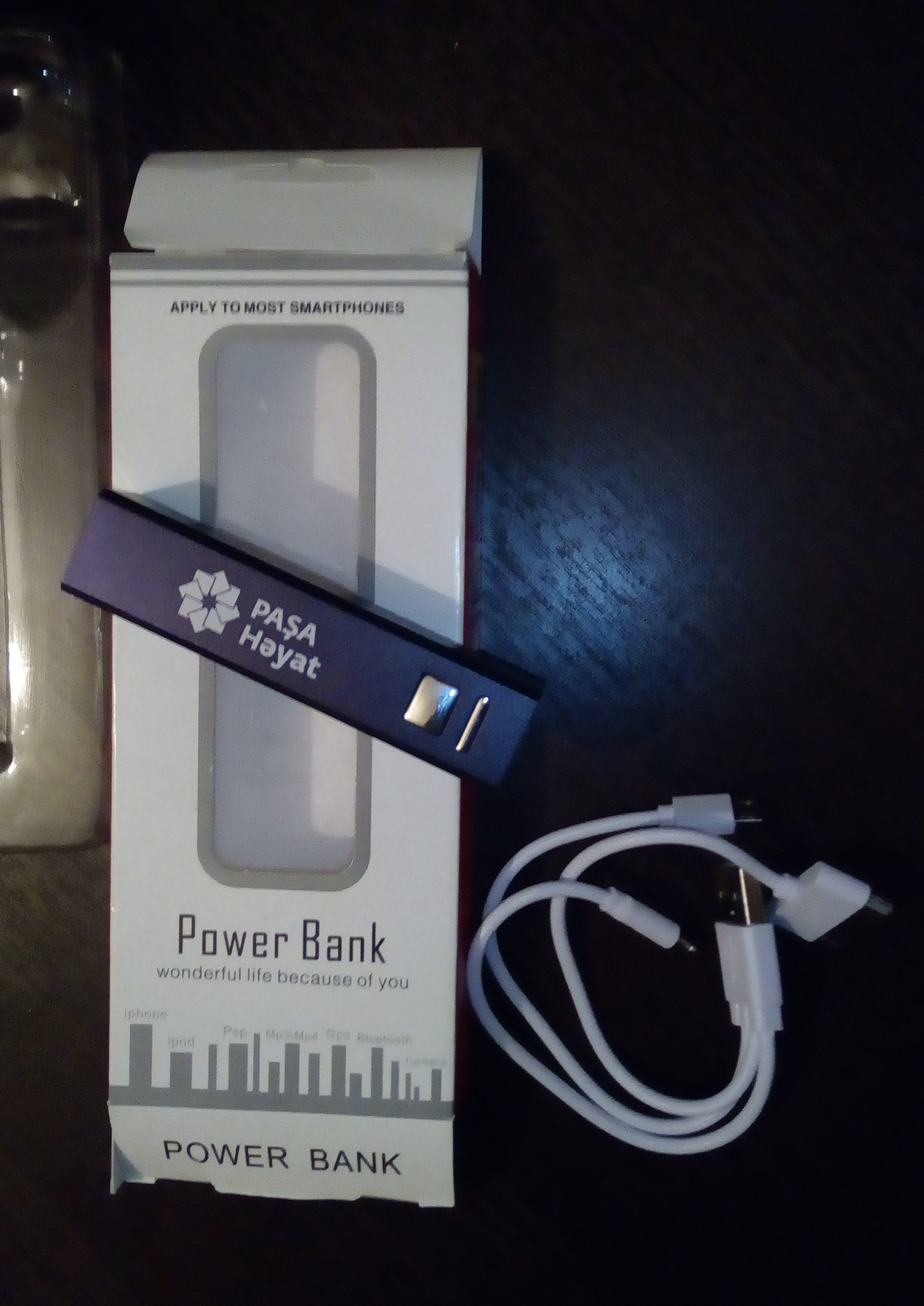
带包装的移动电源和充电线（3.6V 升压 5V）
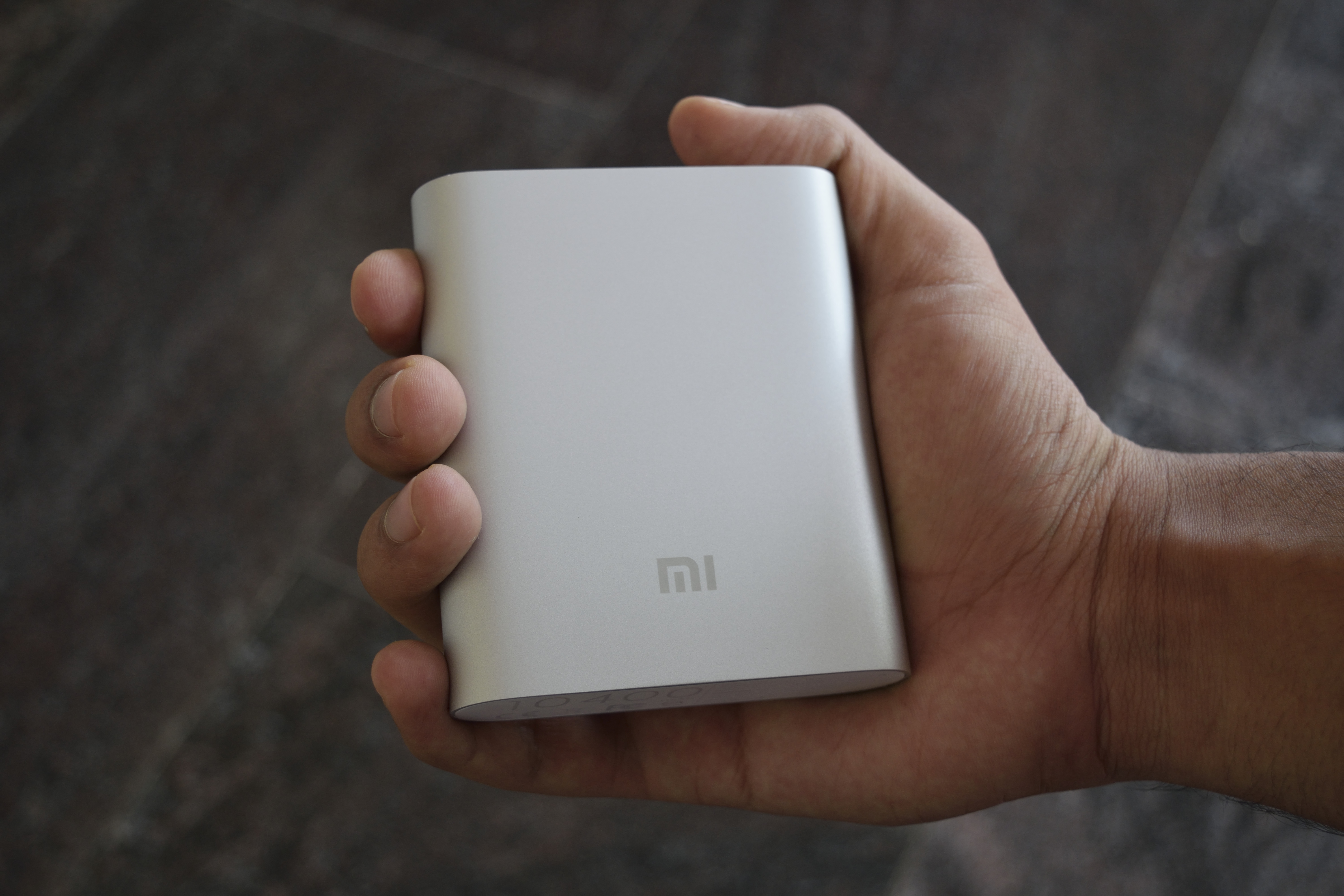
采用 18650 锂电池的小米移动电源（3.6V 升压 5V）
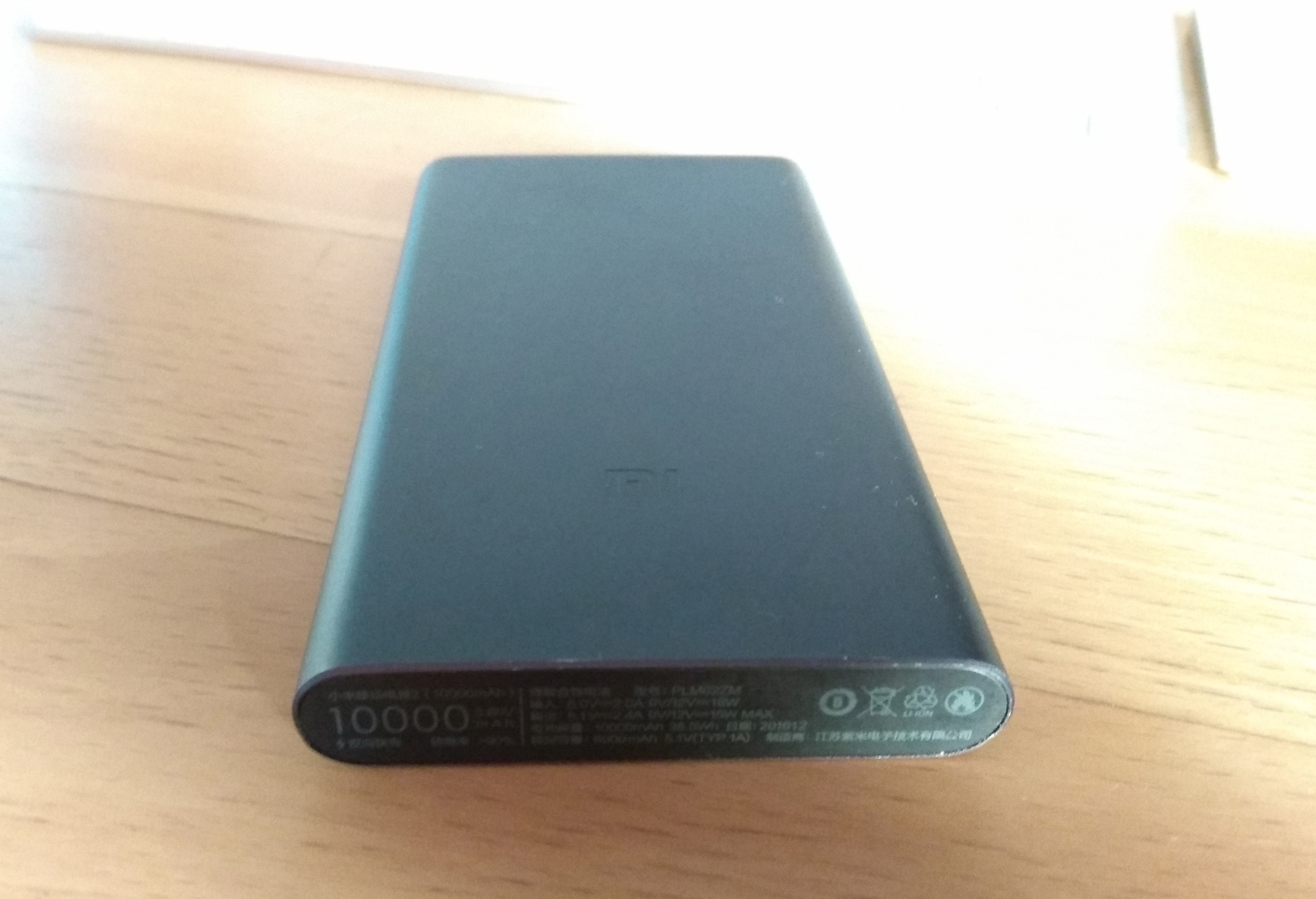
采用聚合物电池的小米移动电源（3.6V 升压 5V）
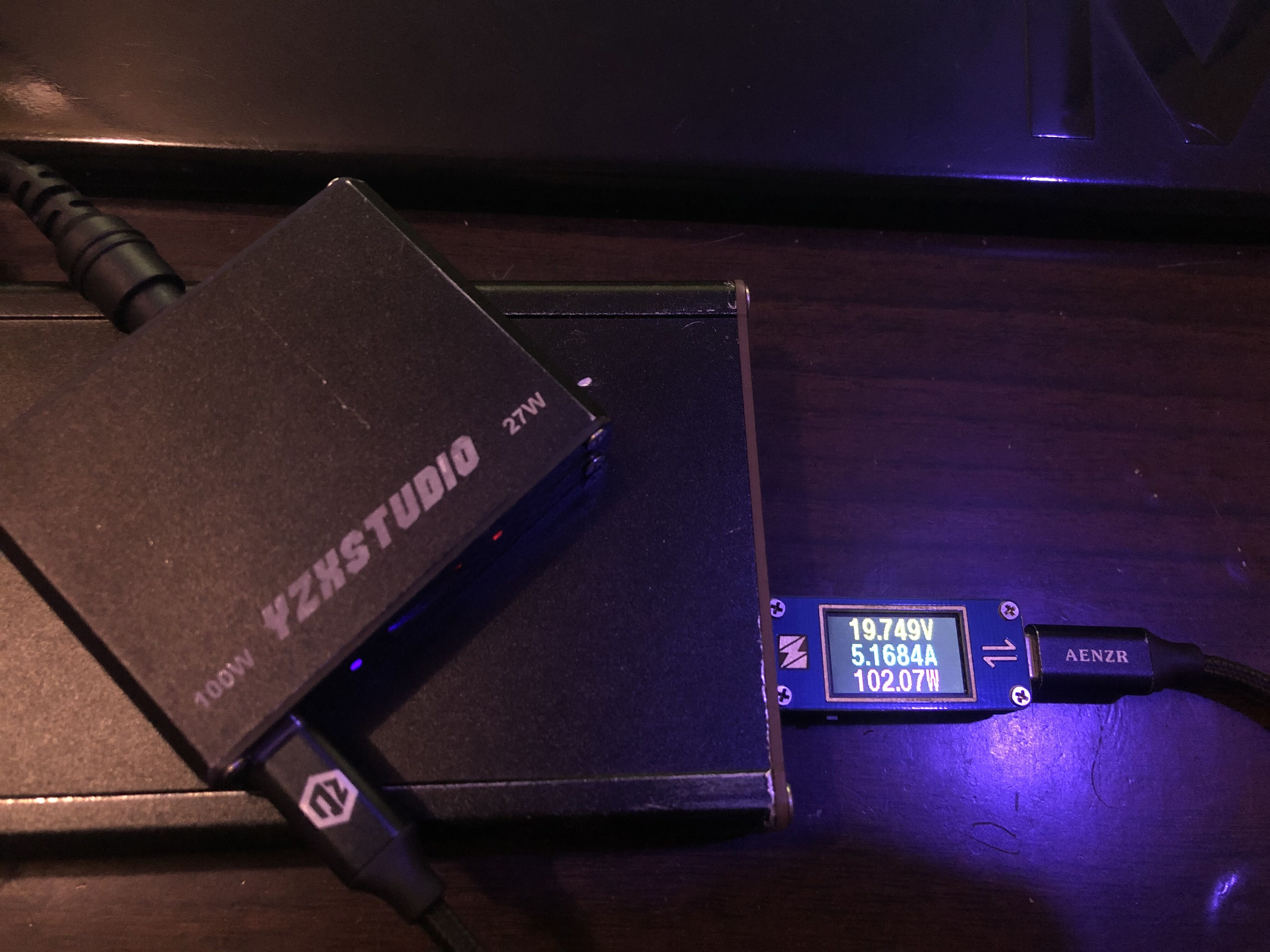
为采用 18650 锂电池组的 DIY 移动电源充电（正在从 20V 降压至 14.4V）